# Ulrich Wilhelm Graf Schwerin von Schwanenfeld

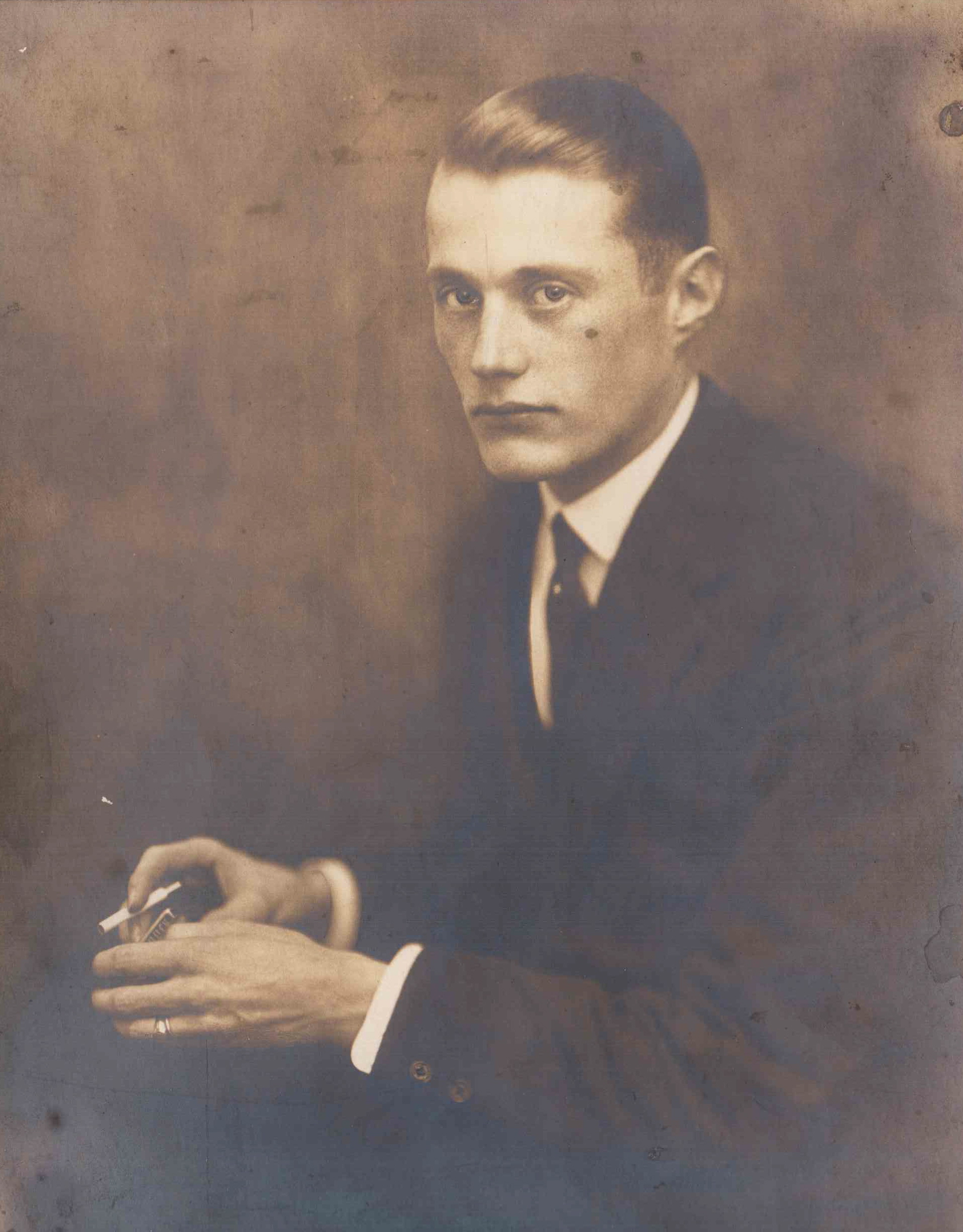
Ulrich-Wilhelm Graf von Schwerin von Schwanenfeld, 1927

Ulrich-Wilhelm Graf von Schwerin, seit 1930 Graf Schwerin von Schwanenfeld (* 21. Dezember 1902 in Kopenhagen; † 8. September 1944 in Berlin-Plötzensee) war ein deutscher Widerstandskämpfer gegen den Nationalsozialismus.

## Leben

### Herkunft und Jugend
Schwerin wurde als Sohn des Diplomaten Ulrich Graf von Schwerin geboren. Er lebte bis zu seinem zwölften Lebensjahr mit seinen Eltern und Schwestern nahezu ausschließlich im Ausland. Erst dann erhielt sein Vater als preußischer Gesandter eine innerdeutsche Verwendung in Dresden. Das Elternhaus war auf Grund des väterlichen Berufes und der nahen Verwandtschaft der Mutter Freda von Bethmann Hollweg mit dem fünften Reichskanzler Theobald von Bethmann Hollweg (er war ihr Vetter) politisch sehr interessiert. Das Milieu war konservativ, die Erziehung christlich ausgerichtet und streng.
Die Familie von Schwerin nennt sich seit dem 12. Jahrhundert nach der Stadt Schwerin, wo sie im Mittelalter als Ministerialen auf dem Schweriner Schloss Dienst taten. Ein direkter Vorfahr, Otto Reichsfreiherr von Schwerin, Oberpräsident der Mark Brandenburg unter dem Großen Kurfürsten, kaufte 1670 den Güterkomplex Wolfshagen in der Uckermark. Der Urgroßvater Schwerins fügte diesem Besitz das angrenzende Gut Göhren (heute Ortsteil von Woldegk) in Mecklenburg-Strelitz hinzu. Dort wurde Schwerins Vater geboren.

### Schule und Berufsausbildung
Hauslehrer unterrichteten Schwerin bis zu seinem Umzug nach Dresden. Dort besuchte er zum ersten Mal eine öffentliche Schule. Wegen der fünf Schwestern war der Ton im Elternhaus sehr „gesittet“, der einzige Sohn wurde verwöhnt. Vielleicht als Gegengewicht und um ihn den Revolutionswirren in Dresden zu entziehen, wurde er Ostern 1919 auf ein Internat, die Klosterschule Roßleben in Thüringen, geschickt. Für Schwerin waren das wegweisende Jahre und der Beginn wichtiger, lebenslanger Freundschaften. Gerne wäre Schwerin wie sein Vater Diplomat geworden. Ein kinderloser Bruder seines Vaters bestimmte ihn jedoch zum Alleinerben der Familienbetriebe und adoptierte ihn 1924. Schwerin absolvierte daher 1921–1923 eine praktische land- und forstwirtschaftliche Lehre und studierte im Anschluss Landwirtschaft in München, Berlin und Breslau. Er wurde Mitglied der Studentenverbindung Münchener Gesellschaft. Kurz nach seinem Diplom und vor dem Beginn einer geplanten Promotion starb der Erbonkel 1926. Schwerin musste umgehend das Erbe antreten.

### Berufstätigkeit

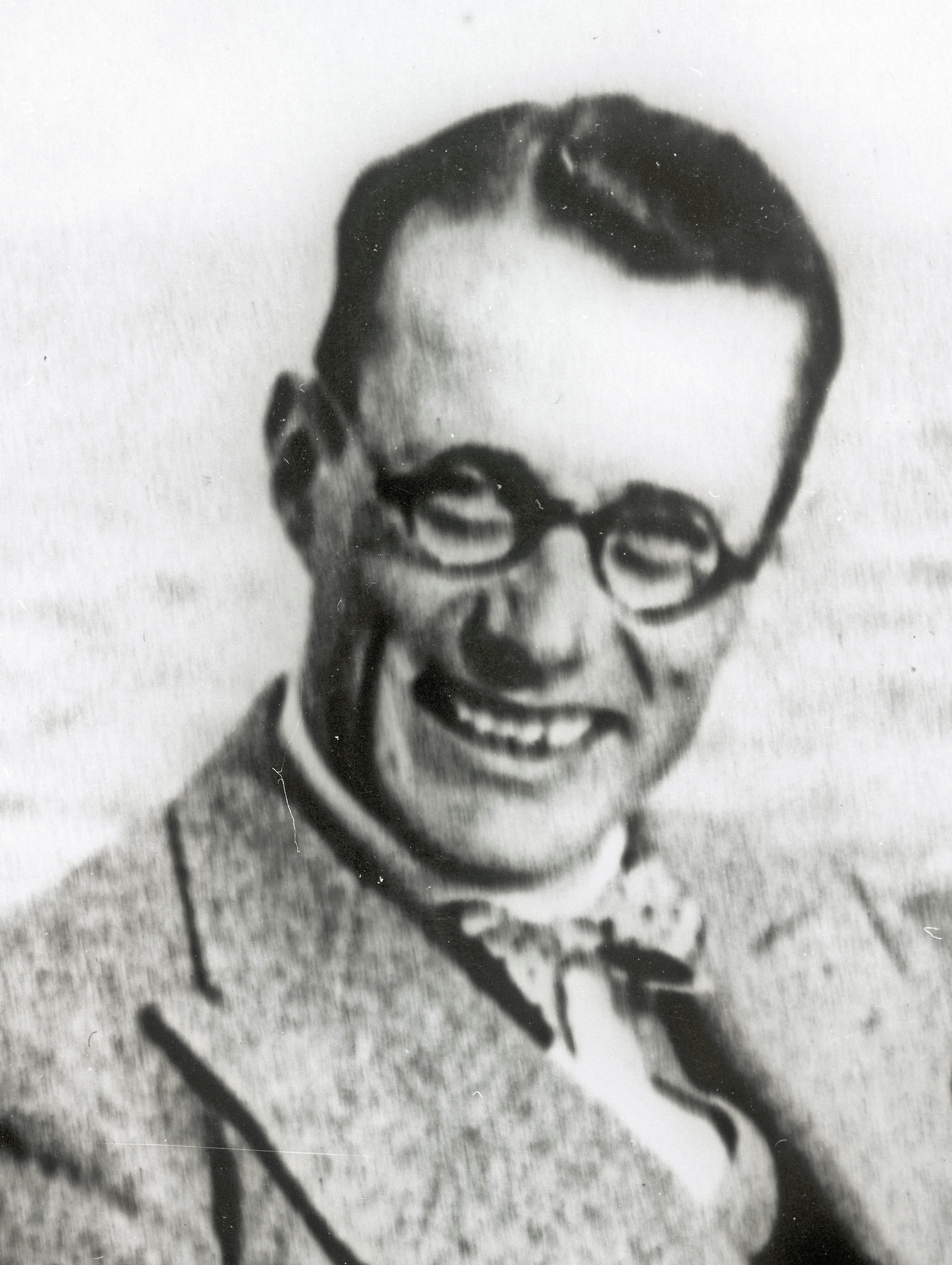
Ulrich-Wilhelm Graf von Schwerin von Schwanenfeld in Zoppot, 1936

Das Erbe waren die land- und forstwirtschaftlichen Betriebe Göhren in Mecklenburg-Strelitz und Sartowitz, das im ehemaligen Westpreußen bzw. seit 1919 im polnischen Pommerellen lag. Sartowitz war durch die Großmutter Schwerins, eine geborene von Schwanenfeld, in die Familie gekommen. 1930 fügte Schwerin daher seinem Namen den Zusatz „von Schwanenfeld“ bei. Der Besitz war wirtschaftlich durch Schulden und Erbschaftsteuer stark gefährdet. Auf Sartowitz lasteten zudem Liquidationsforderungen des wiedererstandenen polnischen Staates auf der Grundlage des Friedensvertrages von Versailles sowie die polnische Agrarreform. Wirtschaftlich wurde die Lage verschärft durch die Weltwirtschaftskrise ab 1929, die für viele ostdeutsche Güter den Ruin bedeutete. Es gelang Schwerin, die Liquidation Sartowitz’ abzuwehren. Durch sorgfältige und gewissenhafte Bewirtschaftung konnte Schwerin den Besitz in Deutschland wie in Polen konsolidieren und weitgehend erhalten. 1928 mitten in der Krise um Sartowitz heiratete Schwerin Marianne Sahm, Tochter des Danziger Senatspräsidenten Heinrich Sahm. Dem Ehepaar wurden fünf Söhne geboren. Zwei der Söhne starben noch im Kindesalter; die anderen sind der Verleger Christoph Andreas Graf von Schwerin, der Historiker und Polizeipräsident a. D. Detlef Graf von Schwerin sowie der Land- und Forstwirt sowie ehemalige Präsident der Johanniter-Unfall-Hilfe Wilhelm Graf Schwerin.

### Politische Erfahrungen bis 1938
Praktische politische Erfahrungen sammelte Schwerin in der Auseinandersetzung der deutschen Minderheit mit dem polnischen Staat. Der überwiegende Teil der Deutschen der ehemaligen preußischen Provinzen Westpreußen und Posen, die durch den Versailler Vertrag an Polen gekommen waren, „optierte“ für Deutschland. Zurück blieben im Korridor vor allem die Deutschen, die durch Besitz gebunden waren. Die Minderheit organisierte sich zur Verteidigung ihrer durch den Völkerbund verbrieften Rechte, hauptsächlich über das Auswärtige Amt in Berlin und den Völkerbund in Genf. Schwerin war über viele Jahre das Sprachrohr der Minderheitenführung in Polen, die selbst nicht ungehindert reisen konnte, bei den Ministerien in Berlin. Innerhalb der deutschen Minderheit kam es zu Auseinandersetzungen zwischen der etablierten Führung und der NS-hörigen Jungdeutschen Partei. Als Student hatte Schwerin 1923 seine ersten negativen Erfahrungen mit den Nationalsozialisten als Augenzeuge des Hitlerputsches gemacht. Den Aufstieg der NSDAP begleitete er ab 1930 zunehmend kritisch. Hitlers Verhalten nach dem Mord von Potempa im August 1932 war für ihn dann eine Wegscheide. Schwerin kommentierte die Morde vom 30. Juni 1934 während des Röhm-Putsches mit den Worten „wer es jetzt noch nicht kapiert…“. Er trat allerdings zum 1. Mai 1935 der NSDAP bei (Mitgliedsnummer 3.657.974), aus der er dann 1944 ausgestoßen wurde.

### Tätigkeit im Widerstand 1938–1944

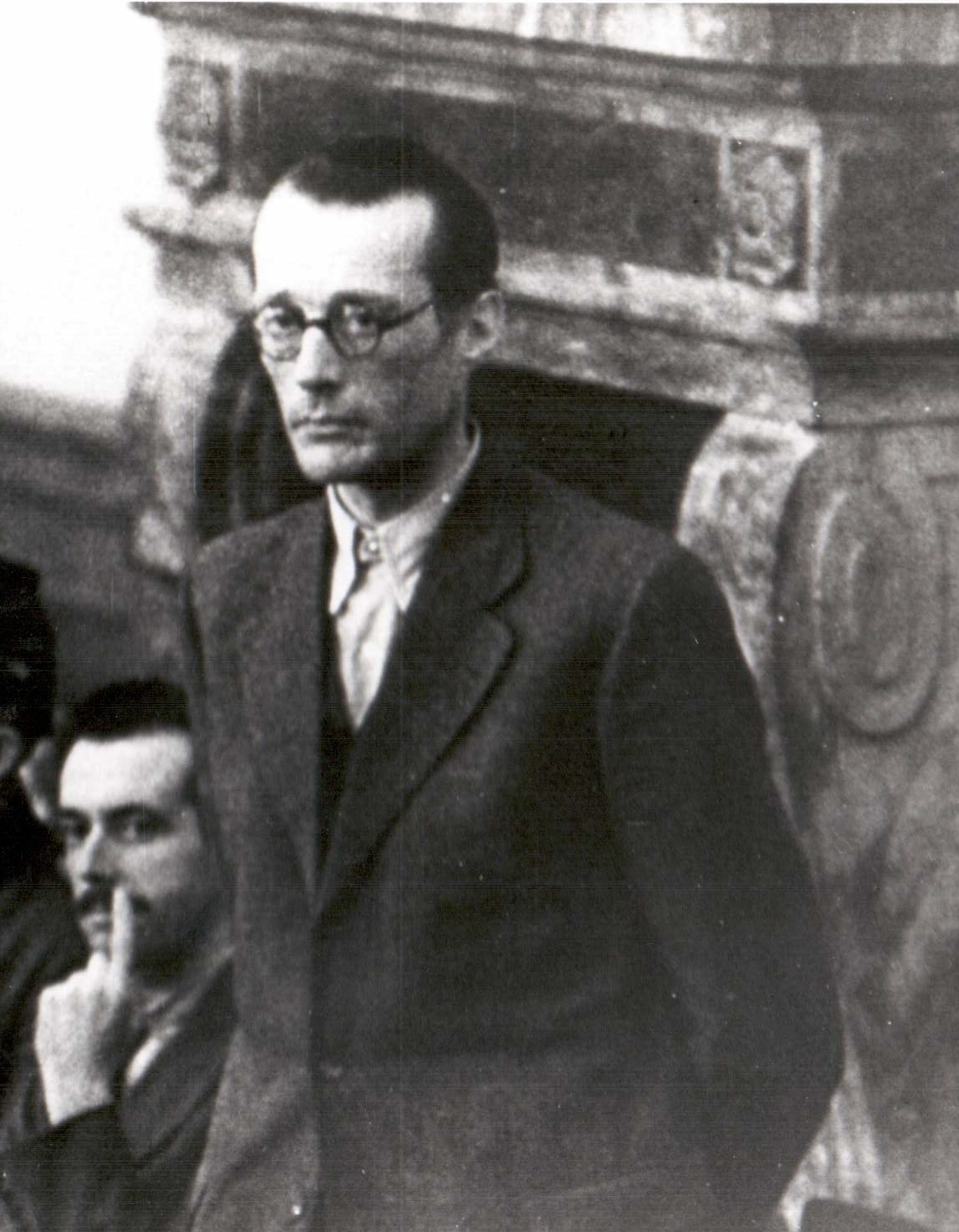
Ulrich-Wilhelm Graf von Schwerin von Schwanenfeld vor dem Volksgerichtshof, 1944

Der Weg von der Ablehnung des NS-Regimes zum aktiven Widerstand war lang. Schwerin ging ihn auch nicht allein, sondern gemeinsam mit Freunden, wie seinem Roßleber Schulfreund Peter Graf Yorck von Wartenburg, seinen Vettern Fritz-Dietlof Graf von der Schulenburg und Albrecht von Kessel sowie mit Eduard Brücklmeier. Es handelte sich um junge Beamte der Innenverwaltung und des Auswärtigen Amtes. Ein Freundeskreis formierte sich, der durch die Sudetenkrise im September 1938 zum ersten Mal die Möglichkeit erhielt, gemeinsam an einem geplanten Staatsstreich vorbereitend mitzuwirken.
Sie suchten und fanden die Verbindung über den Abwehroffizier Hans Oster zu dem General Erwin von Witzleben, der als Befehlshaber des Wehrkreises III (Berlin) eine militärische Schlüsselstellung einnahm. Diese beiden Offiziere bestimmten Schwerins weiteren Weg, als er als Leutnant der Reserve mit Kriegsbeginn eingezogen wurde. Schwerin nahm am Einmarsch in Polen teil und kam dann im Oktober 1939 an die Westfront unter von Witzleben. Schwerin blieb in seinem Stab als Ordonnanzoffizier bis Mitte 1942. Nach wenigen Monaten in Utrecht wurde er im Februar 1943 nach Berlin zur Division Brandenburg und ab Mai 1944 zu einer Dienststelle des Generalquartiermeisters versetzt. Witzleben spielte bis zu seiner Verabschiedung 1942 als Oberbefehlshaber West und daher aktiver Truppenkommandeur und danach wegen seines hohen Ranges in den Überlegungen der Berliner Widerstandskreise eine wichtige Rolle. Schwerin hielt Verbindung zu ihm und stärkte ihn in seiner regimekritischen Sicht. Er wird ihn auch über die Massenmorde durch das Sonderkommando Lange im Sartowitzer Wald im Herbst 1939 informiert haben. Durch seine Versetzung nach Berlin war Schwerin im Zentrum der Widerstandsaktivitäten angekommen, die nach der Schlacht von Stalingrad in eine neue Phase einmündeten.
Über seinen Freund Peter Yorck war er über die Arbeitsergebnisse des Kreisauer Kreises laufend informiert, ohne diesem Kreis anzugehören. Unmittelbar nach Ankunft Stauffenbergs in Berlin im September 1943 freundete er sich mit ihm an. Der ehemalige Generalstabschef Ludwig Beck, der die anerkannte Zentrale des militärischen Widerstandes darstellte, machte Schwerin im Herbst 1943 zu seinem persönlichen Mitarbeiter. In der Planung für die Übergangsregierung nach dem Umsturz waren die drei Freunde Schwerin, Yorck und Schulenburg als Staatssekretäre für das designierte Staatsoberhaupt Beck als Reichsverweser, den Reichskanzler Goerdeler und den Innenminister Leber eingeplant (siehe Schattenkabinett Beck/Goerdeler). Sie waren Teil der jüngeren Generation, die in Verbindung mit Stauffenberg aktiv den Staatsstreich vorbereitete. Konzeptionell stützte sich Schwerin mit seinen Freunden auf die Ergebnisse des Kreisauer Kreises und hielt engen Kontakt zu den Sozialdemokraten Leuschner und Leber.
Beim Attentat vom 20. Juli 1944 befand sich Schwerin im „Bendlerblock“ in Berlin, in den Räumen des Befehlshabers des Ersatzheeres (heute Gedenkstätte Deutscher Widerstand). Er wurde dort nach dem Scheitern des Staatsstreiches zusammen mit Yorck, Schulenburg und anderen kurz vor Mitternacht verhaftet.

### Haft, Prozess und Tod
Schwerins Haftstationen waren das Hausgefängnis der Gestapo in der Prinz-Albrecht-Straße 8, der Zellenbau des KZ Ravensbrück und wiederum die Prinz-Albrecht-Straße. Er wurde im vierten Prozess gegen die Mitglieder des Staatsstreichs am 21. August 1944 durch den Volksgerichtshof unter Vorsitz seines Präsidenten Roland Freisler zum Tod und Einziehung des Vermögens verurteilt. Während einer Befragung nannte Schwerin als Motiv für seine Widerstandstätigkeit „die vielen Morde, die im In- wie Ausland passiert sind“, bevor er von Freisler niedergeschrien und als „schäbiger Lump“ bezeichnet wurde.
Am 8. September 1944 wurde Graf Schwerin mit einer Drahtschlinge in Plötzensee zusammen mit den fünf anderen Verurteilten Georg Alexander Hansen, Ulrich von Hassell, Paul Lejeune-Jung, Josef Wirmer und Günther Smend ermordet.
Testamentarisch verfügte er, dass in seinem Forst in Ostpreußen in der dortigen Kiesgrube ein Holzkreuz mit einer Tafel mit der Inschrift: „Hier ruhen 1000–1500 Christen und Juden. Gott sei ihrer Seele und ihren Mördern gnädig.“, aufgestellt werde. Dem wurde später in Teilen entsprochen.
Seine Frau, Söhne und Mutter kamen in Güstrow und Dresden in Sippenhaft, die zwei älteren Söhne Wilhelm Graf Schwerin von Schwanenfeld (15 Jahre alt) und Christoph Andreas Graf von Schwerin von Schwanenfeld (12 Jahre alt) wurden wenig später in das Kinderheim im Borntal in Bad Sachsa verschleppt.

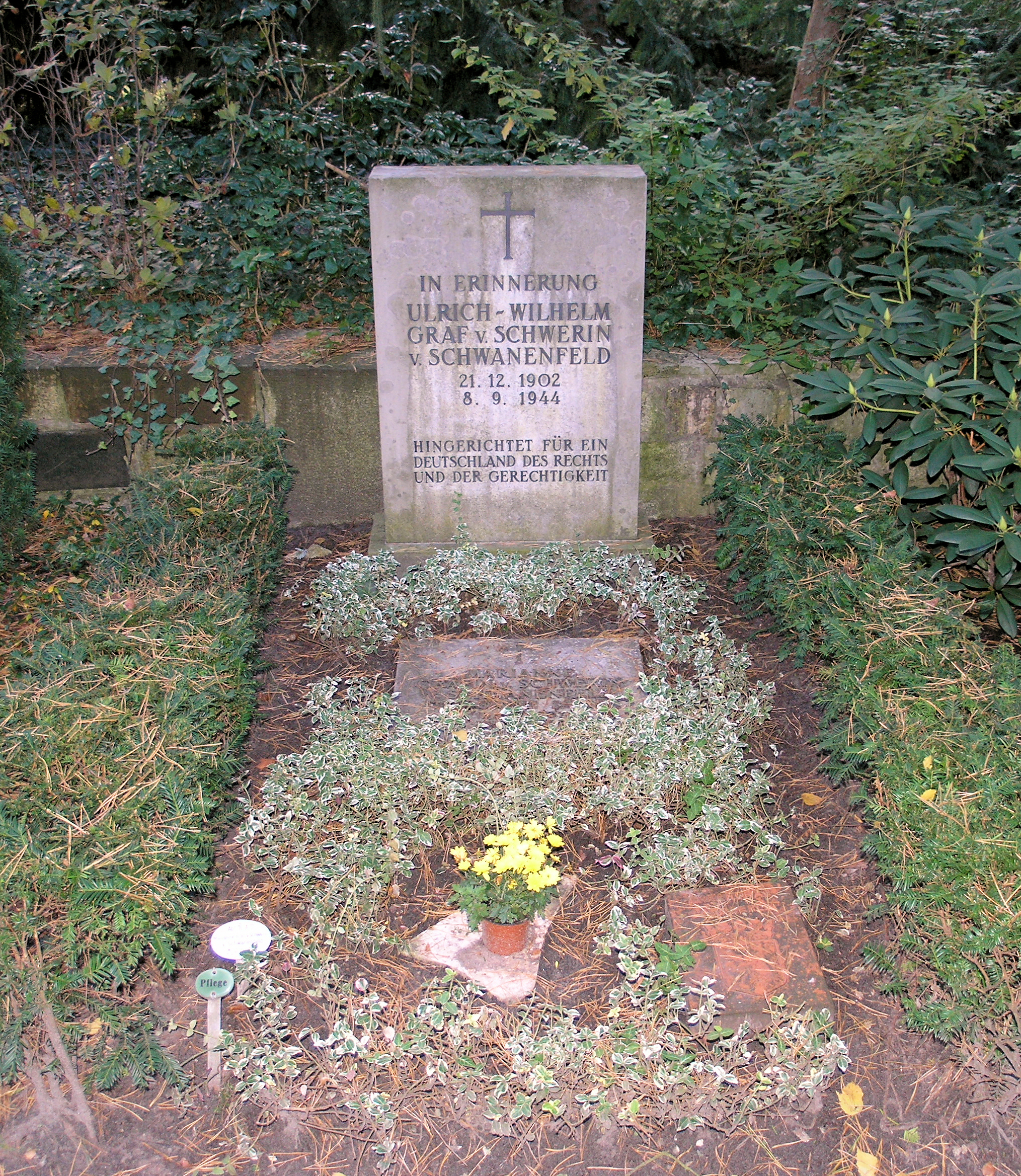
Ehrengrab, Hüttenweg 47, in Berlin-Dahlem

Die sterblichen Überreste der sechs Hingerichteten wurden im Krematorium Wilmersdorf eingeäschert. Ihre Asche wurde am folgenden Tag in einem Sammelbehälter dem Ersten Staatsanwalt Pippert im Reichsjustizministerium übergeben. Graf Schwerins Witwe errichtete 1978 auf dem Waldfriedhof in Berlin-Dahlem in der Abt. 10A-11 ein Kenotaph mit Epitaph, das als Ehrengrab des Landes Berlin gepflegt wird.

## Gedenken

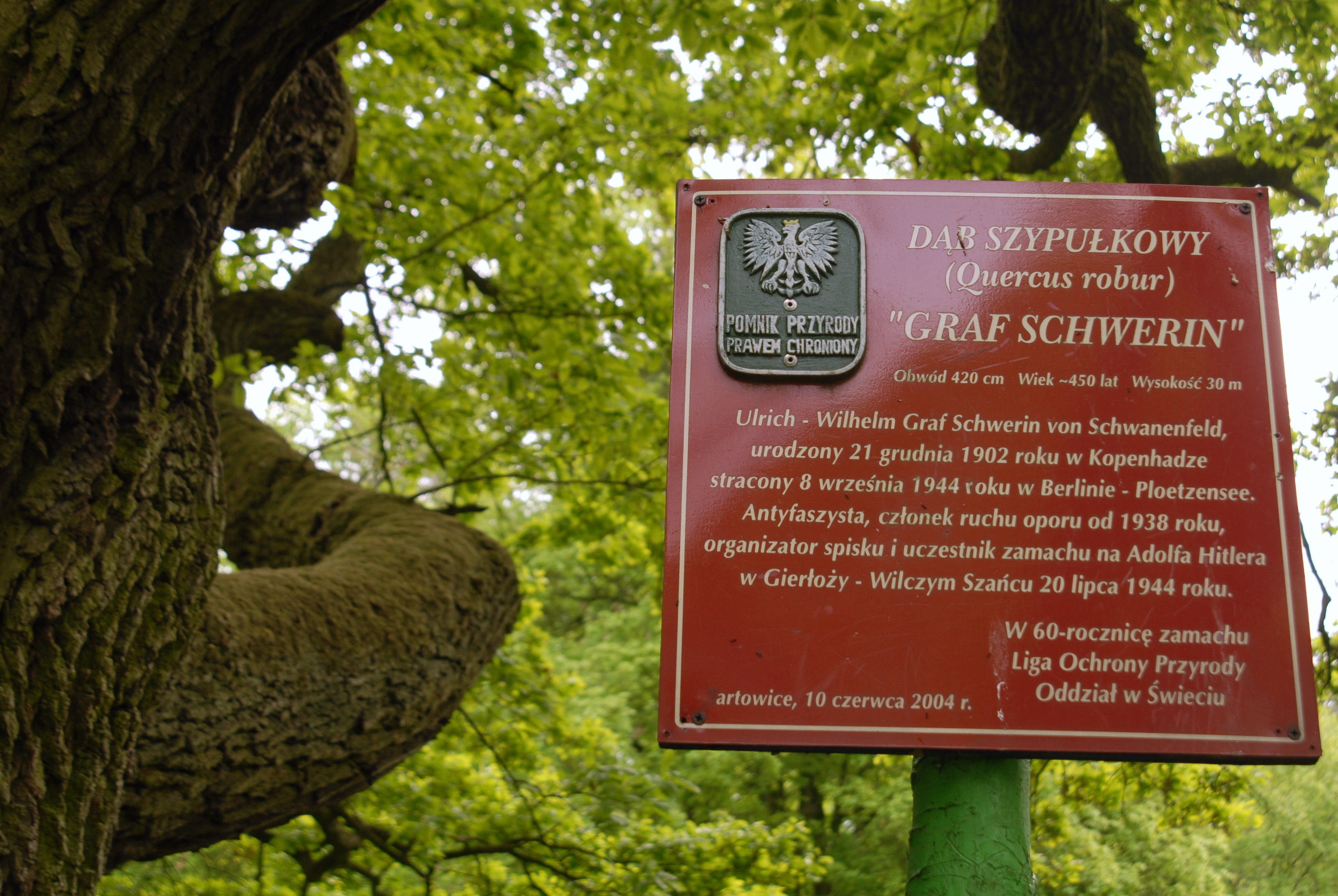
Polnische Gedenktafel für den Widerstandskämpfer Graf Schwerin in Sartowice

Zum Gedenken an Ulrich-Wilhelm Graf Schwerin von Schwanenfeld wurden Straßen in Berlin, Rostock, Potsdam und Wünsdorf nach ihm benannt sowie Gedenksteine auf dem Waldfriedhof Berlin-Dahlem und Woldegk im Ortsteil Göhren errichtet. Aufgrund Beschlusses der Stadtvertretung Woldegk wurde Ulrich-Wilhelm Graf Schwerin von Schwanenfeld mit Wirkung zum 3. Oktober 2012 zum Ehrenbürger der Windmühlenstadt Woldegk ernannt.
Auf dem Gut des Grafen Schwerin in Sartowice befindet sich eine Eiche, die der Erinnerung an den Grafen gewidmet ist.

### Genealogie
- Hans Friedrich v. Ehrenkrook, Friedrich Wilhelm Euler: Genealogisches Handbuch der Gräflichen Häuser. A (Uradel). Band III, Band 18 der Gesamtreihe GHdA, C. A. Starke, Glücksburg/Ostsee, 1958. S. 406 ff. ISSN 0435-2408
- Gothaisches Genealogisches Taschenbuch der Gräflichen Häuser 1942. A (Uradel), 115. Jg., Justus Perthes, Gotha 1941. S. 519. Zugleich Adelsmatrikel der Deutschen Adelsgenossenschaft.

## Filme
- „Wegen der vielen Morde“ Ulrich-Wilhelm Graf v. Schwerin v. Schwanenfeld, Widerstand gegen das Unrecht. Irmgard v.z. Mühlen, Chronos-Film 1996.
- Es liegt an uns, diesen Geist lebendig zu erhalten. Das Schicksal der Angehörigen der Opfer des 20. Juli 1944. Irmgard v.z. Mühlen, Chronos-Film
- Die Kinder des 20. Juli, Erbe und Vermächtnis. Irmgard v.z. Mühlen, Chronos-Film 1987.
- Geheime Reichssache. Jochen Bauer, Chronos-Film 1979.